# Tvrz v Předboji
Předbojská tvrz (tvrziště) je dnes již zaniklé opevnění v obci Předboj v okrese Praha-východ Středočeského kraje. Tvrziště v Předboji je chráněno jako kulturní památka České republiky.

## Historie
Tvrz postavená na břehu rybníka vznikla pravděpodobně ve 14. století. Roku 1433, kdy je jako majitel předbojského panství v zemských deskách zapsán jistý Janek z Krajnice, byla tvrz vypálena husitskými vojsky.
Další držitelé pak tvrz využívali jako rezidenci pravděpodobně do 16. století. Později byla opuštěna a postupně zanikla. Zbylo jen tvrziště tvaru nepravidelného čtyřúhelníku asi 25 × 30 m, dochované do roku 1996, kdy byla plocha tvrziště zarovnána v souvislosti s rekonstrukcí a přestavbou budov bývalého statku, dnešního golfového rezortu s restaurací.
Někdejší objekt dnes připomínají jen místní názvy „Ke Tvrzi“, „Na Valech“ a „Na Parkáni“.